# Сборная Азербайджана по мини-футболу
Сборная Азербайджана по мини-футболу — команда, которая представляет Азербайджан на международных соревнованиях по мини-футболу. Управляется Ассоциацией футбольных федераций Азербайджана. Команда участвует в отборочных и финальных этапах чемпионатов Европы и мира по мини-футболу. Занимает 11-е место в соответствующем рейтинге ФИФА, находясь выше иных команд Кавказского региона. Азербайджан участвовал в пяти чемпионатах Европы (высший результат — 4-е место в 2010 году)
чемпионатах мира только в 2016 году (1/4 финала).

## История
Дебют Азербайджана в финальных этапах международных турниров сборных по мини-футболу пришёлся на 2010 год, когда сборная вышла на чемпионат Европы. В квалификационной группе 6 азербайджанцы не проиграли ни одной встречи, кроме Португалии, пропустив решающий гол в конце матча. Командой Азербайджана руководил Жозе Алесио да Силва, который включил в команду южноамериканских натурализованных легионеров наподобие Биро Жаде и Сержана и пригласил местных воспитанников наподобие Виталия Борисова. Азербайджанцы выиграли свою группу, победив Венгрию (хозяев турнира) 3:1 и Чехию 6:1, и переиграли в четвертьфинале Украину по пенальти 5:3 (ничья 3:3), но ровно с тем же счётом уступили Португалии в полуфинале по пенальти (при том же счёте в основное время матча), а в матче за 3-е место проиграли чехам 3:5. Тем не менее, выступление азербайджанцев на Евро-2010 стало статистически лучшим для сборной-дебютанта с момента проведения самого первого в истории чемпионата Европы в 1996 году, а Биро Жаде с пятью голами стал обладателем Золотой бутсы как лучший бомбардир чемпионата, разделив этот приз ещё с тремя футболистами.
Последующие турниры для азербайджанцев проходили уже не так удачно: в 2012 и 2014 годах им не удавалось преодолеть групповой этап турнира. В первом случае азербайджанцы проиграли оба матча португальцам без особых шансов 1:4 и сербам в упорной борьбе 8:9; во втором случае с большим трудом одолели Словению 7:6 и проиграли разгромно Италии 0:7, а из-за худшей разницы мячей, которая ставилась выше, не прошли в четвертьфинал. В 2016 году азербайджанцы, проиграв Италии 0:3, с большим трудом одолели Чехию 6:5 и вышли в плей-офф на Россию, проиграв россиянам 2:6 в четвертьфинале; в том же году состоялся дебют азербайджанцев на чемпионате мира, где они победили Марокко 5:0, проиграли Испании 2:4 и сыграли вничью с Ираном 3:3. Со второго места азербайджанцы вышли в 1/8 финала, где в богатом на голы поединке переиграли только в дополнительное время команду Таиланда со счётом 8:13 (счёт 8:8 в основное время матча). В четвертьфинале азербайджанцы уступили португальцам 2:3. В 2018 году на чемпионате Европы они обыграли Францию 5:3, минимально уступили Испании 0:1 и вышли в четвертьфинал Евро, где были деклассированы Португалией 1:8.
В отборочном туре к Чемпионату мира по мини-футболу 2024 сборная прошла основной раунд и пробилась в элитный раунд.

## Чемпионат Европы по мини-футболу EMF 2022
В июне 2024 года сборная стала впервые чемпионом Европы по мини-футболу EMF.
На групповом этапе в группе B сборная проиграла Румынии (0:2), выиграла Испанию (5:1) и Албанию (1:0).
В 1/8 финала команда обыграла Израиль (3:0), в 1/4 финала — Словакию (1:0)
В полуфинале одолела Казахстан (3:2). 
В финале команда обыграла сборную Румынии. 
Давуд Керими был признан лучшим вратарем, Бахтияр Султанов — лучшим игроком турнира.
Состав сборной на чемпионате: Анар Мамедов, Танрыверди Магеррамли, Турал Нариманов, Виталий Борисов, Сеймур Мамедов, Асиф Зейналов, Эльвин Ализаде, Самир Гамзаев, Вюсал Исаев, Талех Бабаев, Мирмехти Рзаев, Рамиль Гасанзаде, Орхан Алиев, Илькин Гаджиев, Тамраз Амирджанов, Ряван Керимов, Бахтияр Солтанов, Мехди Расулов, Давуд Керими (вратарь), Эльмар Гасымов.

## Чемпионат Европы по мини-футболу EMF 2024
Сборная приняла участие в чемпионате Европы по мини-футболу EMF 2024, прошедшем с 1 по 9 июня 2024 года в Сараево (Босния и Герцеговина).
На групповом этапе сборная победила Бельгию (3:0), Италию (2:1), Францию (3:1). В 1/8 финала команда одолела Болгарию (3:1).
В  1/4 финала сборная уступила сборной Казахстана по пенальти (7:6), сыграв в основное время вничью (0:0).   
Состав сборной на чемпионате: Давуд Карими (вратарь), Мусеиб Валиев, Джафар Джафаров, Эльвин Ализаде, Кямран Гурбатов, Турал Маммарзаев, Сеймур Мамедов, Самир Хамзаев, Талех Бабаев, Мирмехди Рзаев, Вусал Исаев, Тамкин Халилзаде, Рамиз Човдаров, Эшгин Тагизаде, Ряван Каримов, Миркамиль Алиев, Вали Гафаров.   

## Турнирные достижения[13]

### Чемпионаты мира
| Чемпионаты мира ФИФА  | Чемпионаты мира ФИФА | Чемпионаты мира ФИФА | Чемпионаты мира ФИФА | Чемпионаты мира ФИФА | Чемпионаты мира ФИФА | Чемпионаты мира ФИФА | Чемпионаты мира ФИФА | Чемпионаты мира ФИФА |
| Год                   | Раунд                | Игры                 | Побед                | Ничьих               | Поражений            | Забито               | Пропущено            |                      |
| --------------------- | -------------------- | -------------------- | -------------------- | -------------------- | -------------------- | -------------------- | -------------------- | -------------------- |
| Нидерланды 1989       | Не участвовали       | -                    | -                    | -                    | -                    | -                    | -                    |                      |
| Гонконг 1992          | Не участвовали       | -                    | -                    | -                    | -                    | -                    | -                    |                      |
| Испания 1996          | Не квалифицировались | -                    | -                    | -                    | -                    | -                    | -                    |                      |
| Гватемала 2000        | Не квалифицировались | -                    | -                    | -                    | -                    | -                    | -                    |                      |
| Китайский Тайбэй 2004 | Не квалифицировались | -                    | -                    | -                    | -                    | -                    | -                    |                      |
| Бразилия 2008         | Не квалифицировались | -                    | -                    | -                    | -                    | -                    | -                    |                      |
| Таиланд 2012          | Не квалифицировались | -                    | -                    | -                    | -                    | -                    | -                    |                      |
| Колумбия 2016         | Четвертьфинал        | 5                    | 2                    | 1                    | 2                    | 25                   | 18                   |                      |
| Литва 2020            | Не квалифицировались | -                    | -                    | -                    | -                    | -                    | -                    |                      |
| Итого                 | 1/9                  | 5                    | 2                    | 1                    | 2                    | 25                   | 18                   |                      |

### Отборы на чемпионаты мира
| Отборы на чемпионаты мира ФИФА | Отборы на чемпионаты мира ФИФА | Отборы на чемпионаты мира ФИФА | Отборы на чемпионаты мира ФИФА | Отборы на чемпионаты мира ФИФА | Отборы на чемпионаты мира ФИФА | Отборы на чемпионаты мира ФИФА | Отборы на чемпионаты мира ФИФА | Отборы на чемпионаты мира ФИФА |
| Год                            | Раунд                          | Игры                           | Побед                          | Ничьих                         | Поражений                      | Забито                         | Пропущено                      |                                |
| ------------------------------ | ------------------------------ | ------------------------------ | ------------------------------ | ------------------------------ | ------------------------------ | ------------------------------ | ------------------------------ | ------------------------------ |
| 1989—1992                      | Не участвовали                 | -                              | -                              | -                              | -                              | -                              | -                              |                                |
| Испания 1996                   | Не квалифицировались           | 5                              | 1                              | 0                              | 4                              | 12                             | 25                             |                                |
| Гватемала 2000                 | Не квалифицировались           | 4                              | 1                              | 1                              | 2                              | 19                             | 22                             |                                |
| Китайский Тайбэй 2004          | Не квалифицировались           | 2                              | 0                              | 1                              | 1                              | 5                              | 10                             |                                |
| Бразилия 2008                  | Не квалифицировались           | 3                              | 2                              | 0                              | 1                              | 15                             | 6                              |                                |
| Таиланд 2012                   | Не квалифицировались           | 5                              | 2                              | 1                              | 2                              | 18                             | 10                             |                                |
| Колумбия 2016                  | Квалифицировались              | 5                              | 3                              | 2                              | 0                              | 23                             | 18                             |                                |
| Итого                          | 6/8                            | 24                             | 9                              | 4                              | 11                             | 92                             | 91                             |                                |

### Чемпионаты Европы
| Чемпионаты Европы УЕФА | Чемпионаты Европы УЕФА | Чемпионаты Европы УЕФА | Чемпионаты Европы УЕФА | Чемпионаты Европы УЕФА | Чемпионаты Европы УЕФА | Чемпионаты Европы УЕФА | Чемпионаты Европы УЕФА | Чемпионаты Европы УЕФА |
| Год                    | Раунд                  | Игры                   | Побед                  | Ничьих                 | Поражений              | Забито                 | Пропущено              |                        |
| ---------------------- | ---------------------- | ---------------------- | ---------------------- | ---------------------- | ---------------------- | ---------------------- | ---------------------- | ---------------------- |
| Испания 1996           | Не участвовали         | -                      | -                      | -                      | -                      | -                      | -                      |                        |
| Испания 1999           | Не квалифицировались   | -                      | -                      | -                      | -                      | -                      | -                      |                        |
| Россия 2001            | Не квалифицировались   | -                      | -                      | -                      | -                      | -                      | -                      |                        |
| Италия 2003            | Не квалифицировались   | -                      | -                      | -                      | -                      | -                      | -                      |                        |
| Чехия 2005             | Не квалифицировались   | -                      | -                      | -                      | -                      | -                      | -                      |                        |
| Португалия 2007        | Не квалифицировались   | -                      | -                      | -                      | -                      | -                      | -                      |                        |
| Венгрия 2010           | 4-е место              | 5                      | 2                      | 2                      | 1                      | 18                     | 13                     |                        |
| Хорватия 2012          | Групповой этап         | 2                      | 0                      | 0                      | 2                      | 9                      | 13                     |                        |
| Бельгия 2014           | Групповой этап         | 2                      | 1                      | 0                      | 1                      | 7                      | 13                     |                        |
| Сербия 2016            | Четвертьфинал          | 3                      | 1                      | 0                      | 2                      | 8                      | 14                     |                        |
| Словения 2018          | Четвертьфинал          | 3                      | 1                      | 0                      | 2                      | 5                      | 9                      |                        |
| Итого                  | 5/11                   | 12                     | 4                      | 2                      | 6                      | 42                     | 53                     |                        |

### Отборы на чемпионаты Европы
| Отборы на чемпионаты Европы УЕФА | Отборы на чемпионаты Европы УЕФА | Отборы на чемпионаты Европы УЕФА | Отборы на чемпионаты Европы УЕФА | Отборы на чемпионаты Европы УЕФА | Отборы на чемпионаты Европы УЕФА | Отборы на чемпионаты Европы УЕФА | Отборы на чемпионаты Европы УЕФА | Отборы на чемпионаты Европы УЕФА |
| Год                              | Раунд                            | Игры                             | Побед                            | Ничьих                           | Поражений                        | Забито                           | Пропущено                        |                                  |
| -------------------------------- | -------------------------------- | -------------------------------- | -------------------------------- | -------------------------------- | -------------------------------- | -------------------------------- | -------------------------------- | -------------------------------- |
| Испания 1996                     | Не участвовали                   | -                                | -                                | -                                | -                                | -                                | -                                |                                  |
| Испания 1999                     | Не квалифицировались             | 2                                | 0                                | 2                                | 0                                | 4                                | 4                                |                                  |
| Россия 2001                      | Не квалифицировались             | 3                                | 1                                | 1                                | 1                                | 12                               | 8                                |                                  |
| Италия 2003                      | Не квалифицировались             | 3                                | 1                                | 0                                | 2                                | 5                                | 8                                |                                  |
| Чехия 2005                       | Не квалифицировались             | 3                                | 1                                | 0                                | 2                                | 8                                | 10                               |                                  |
| Португалия 2007                  | Не квалифицировались             | 3                                | 1                                | 2                                | 0                                | 17                               | 12                               |                                  |
| Венгрия 2010                     | Квалифицировались                | 3                                | 2                                | 1                                | 0                                | 12                               | 7                                |                                  |
| Хорватия 2012                    | Квалифицировались                | 3                                | 2                                | 0                                | 1                                | 13                               | 13                               |                                  |
| Бельгия 2014                     | Квалифицировались                | 3                                | 3                                | 0                                | 0                                | 11                               | 3                                |                                  |
| Сербия 2016                      | Квалифицировались                | 5                                | 3                                | 1                                | 1                                | 20                               | 8                                |                                  |
| Словения 2018                    | Квалифицировались                | 3                                | 3                                | 0                                | 0                                | 16                               | 5                                |                                  |
| Итого                            | 10/11                            | 31                               | 17                               | 7                                | 7                                | 119                              | 78                               |                                  |

### Прочие турниры
| Турниры трёх (четырёх) наций | Турниры трёх (четырёх) наций | Турниры трёх (четырёх) наций | Турниры трёх (четырёх) наций | Турниры трёх (четырёх) наций | Турниры трёх (четырёх) наций | Турниры трёх (четырёх) наций | Турниры трёх (четырёх) наций | Турниры трёх (четырёх) наций | Турниры трёх (четырёх) наций |
| Год                          | Раунд                        | Игры                         | Побед                        | Ничьих                       | Поражений                    | Забито                       | Пропущено                    | Разница голов                | Очки                         |
| ---------------------------- | ---------------------------- | ---------------------------- | ---------------------------- | ---------------------------- | ---------------------------- | ---------------------------- | ---------------------------- | ---------------------------- | ---------------------------- |
| Кубок Тбилиси 2002           | 3-е место                    | 2                            | 1                            | 0                            | 1                            | 15                           | 7                            | +8                           | 3                            |
| Кубок Измира 2007            | Победители                   | 3                            | 3                            | 0                            | 0                            | 19                           | 7                            | +12                          | 9                            |
| Кубок Баку 2008              | Победители                   | 2                            | 2                            | 0                            | 0                            | 7                            | 4                            | +3                           | 6                            |
| Первый Кубок Баку 2009       | Победители                   | 2                            | 2                            | 0                            | 0                            | 10                           | 4                            | +6                           | 6                            |
| Второй Кубок Баку 2009       | Победители                   | 2                            | 2                            | 0                            | 0                            | 11                           | 3                            | +8                           | 6                            |
| Кубок Баку 2011              | Победители                   | 3                            | 3                            | 0                            | 0                            | 15                           | 4                            | +11                          | 9                            |
| Кубок Баку 2012              | 2-е место                    | 3                            | 1                            | 1                            | 1                            | 7                            | 7                            | 0                            | 4                            |
| Кубок Баку 2013              | Победители                   | 3                            | 3                            | 0                            | 0                            | 14                           | 3                            | +11                          | 9                            |
| Кубок Ташкента 2014          | 2-е место                    | 3                            | 2                            | 0                            | 1                            | 9                            | 8                            | +1                           | 6                            |
| Кубок ФМФ 2015               | 2-е место                    | 1                            | 0                            | 1                            | 0                            | 1                            | 1                            | 0                            | 1                            |
| Итого                        | 10/10                        | 24                           | 19                           | 2                            | 3                            | 108                          | 48                           | +60                          | 58                           |

## Главные тренеры
- Биро Жаде
- Фаустино Перес Морено Гомес
- Андрей Юдин
- Милтинью
- Виталий Борисов (16 июня 2023—?)[14]
- Эльшад Гулиев[азерб.]

## Текущий состав
Состав на чемпионате мира 2016 года
| Номер | Позиция    | Футболист        | Дата рождения | Клуб        |
| ----- | ---------- | ---------------- | ------------- | ----------- |
| 1     | Вратарь    | Эмин Курдов      | 10.07.1984    | ЭКОЛ (Баку) |
| 2     | Вратарь    | Эльнур Заманов   | 17.05.1981    | Нефтчи      |
| 3     | Нападающий | Тьягу Болинья    | 19.02.1987    | Араз        |
| 4     | Нападающий | Иса Атаев        | 07.08.1989    | Араз        |
| 5     | Нападающий | Финео            | 10.04.1987    | Араз        |
| 6     | Нападающий | Эдуарду          | 14.10.1986    | Араз        |
| 7     | Нападающий | Рамиз Човдаров   | 28.07.1990    | Араз        |
| 8     | Защитник   | Ризван Фарзалиев | 01.09.1979    | Араз        |
| 9     | Нападающий | Фабиу Полетту    | 13.02.1989    | Араз        |
| 10    | Защитник   | Вассура          | 26.04.1985    | Араз        |
| 11    | Защитник   | Хатай Багиров    | 15.08.1987    | Араз        |
| 12    | Вратарь    | Ровшан Хусейнлы  | 03.04.1991    | Араз        |
| 13    | Защитник   | Галлу            | 04.12.1987    | Араз        |
| 14    | Нападающий | Виталий Борисов  | 05.07.1982    | Экономац    |